# Nikon Coolpix 5200
Nikon Coolpix 5200 — цифровой фотоаппарат производства японской компании Nikon, входящий в серию Coolpix.

## Описание
Продажи фотоаппарата E5200 начались в июне 2004 года. Его размеры составляют 8,8 × 5 × 3,7 см.
Эргономичный корпус фотокамеры обеспечивает хороший захват. Также фотоаппарат имеет разрешение 5,1 Мп и оснащён оптическим зумом 3x. Минимальный диапазон фотокамеры составляет 30 см, но уменьшен до 4 см в макрорежиме.
Автоматика E5200 управляет 15 предварительно запрограммированными сюжетными режимами для облегчения съёмки (пейзаж, портрет, макросъёмка, музей, вечеринка/помещение, подсветка, пляж/снег, ночной портрет, фейерверк, ночь, рассвет/сумерки, ассистент панорамы, воспроизведение, спорт, закат). Регулировка экспозиции происходит автоматически, а также позволяет использовать ручной режим с регулировкой в диапазоне ±2,0 с шагом 0,33 EV.
Баланс белого цвета может быть не только автоматическим, но и полуавтоматическим с предустановленными опциями (солнечный, лампа накаливания, люминесцентные лампы, облачно, вспышка). Встроенная вспышка имеет эффективный диапазон от 0,3 до 4,5 м, устранение эффекта красных глаз и устройство подсветки автофокусировки.
Функция «BSS» выбирает из последовательности из десяти последовательных снимков изображение с наилучшей экспозицией и автоматически сохраняет его, в то время как функция «Buffer 5 Shots» позволяет просматривать последние пять кадров последовательности съёмки и выбирать лучшее изображение. Режим серийной съёмки позволяет снимать со скоростью 2,5 кадра в секунду.
В 2006 году продажи E5200 были прекращены.

## Галерея

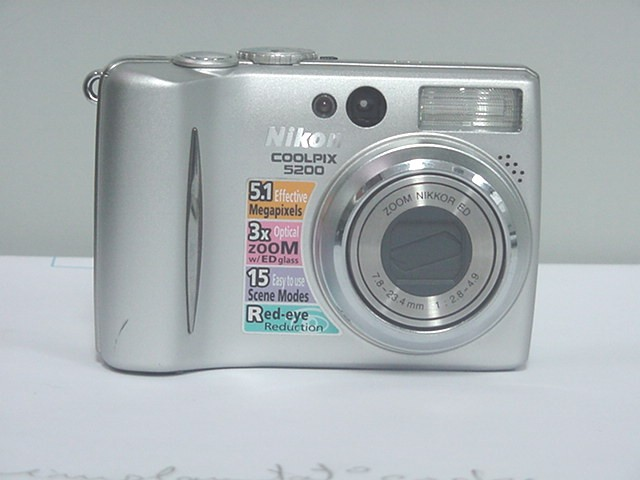
Вид спереди
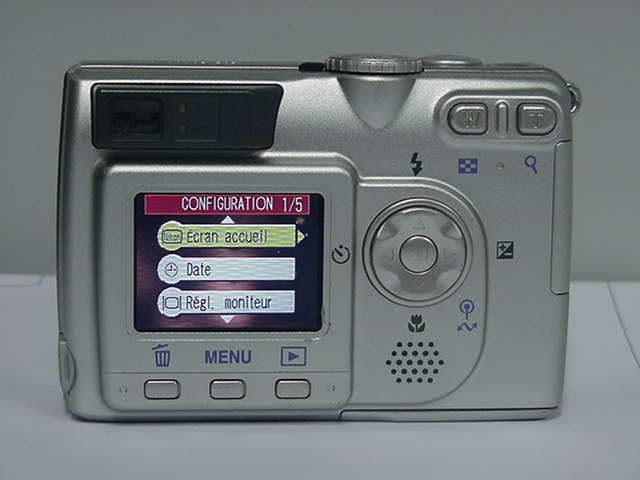
Вид сзади